# Оберстдорф
Оберстдорф (на немски: Oberstdorf) е община в Германия, провинция Бавария. Общината е най-южната в Германия и трета по площ в Бавария (230 km2). Надморската височина е 813 метра. Населението е 9695 жители (по приблизителна оценка от декември 2017 г.).

## История
Първите писмени източници за Оберстдорф са от 1141 година.

## Спорт
В Оберстдорф ежегодно се провежда състезание по ски скокове от Турнира на четирите шанци. Оберстдорф е едно от малкото места в света, където могат да се провеждят състезания по ски полети. Разполага със съоръжения за провеждане на състезания по фигурно пързаляне, ски бягане, кърлинг, сноуборд, шорттрек и ски свободен стил. Тук се провеждат световните първенства по ски северни дисциплини през 1987 и 2005 година и световното първенство по ски полети през 2008 година.